# 443年
| 千纪： | 1千纪                                                                                           |
| 世纪： | 4世纪 \| 5世纪 \| 6世纪                                                                         |
| 年代： | 410年代 \| 420年代 \| 430年代 \| 440年代 \| 450年代 \| 460年代 \| 470年代                       |
| 年份： | 438年 \| 439年 \| 440年 \| 441年 \| 442年 \| 443年 \| 444年 \| 445年 \| 446年 \| 447年 \| 448年 |
| 纪年： | 癸未年（羊年）；北魏太平真君四年；南朝宋元嘉二十年；高昌北凉承平元年                            |

## 大事记
- 後仇池亡於北魏。
- 匈人帝國君王布列達和阿提拉兄弟對多瑙河與尼沙瓦河沿岸展開一系列戰役，攻佔了多個大城市，並圍困君士坦丁堡。